# Rand
El rand (mot afrikaans) és la moneda de Sud-àfrica. El codi ISO 4217 és ZAR i s'utilitza l'abreviació R. Se subdivideix en 100 cèntims (cents), abreujats c. El rand també és moneda de curs legal a Lesotho (juntament amb el loti), Namíbia (juntament amb el dòlar namibià) i Swazilàndia (juntament amb el lilangeni).

## Història
El rand es va introduir el 1961 (any en què Sud-àfrica es va convertir en una república independent) en substitució de la lliura sud-africana, a raó de 2 rands per lliura, o 10 xílings per rand. El nom de la moneda prové de l'afrikaans Witwatersrand (literalment la Serralada de les Aigües Blanques), regió muntanyosa on es troba la ciutat de Johannesburg i on es van trobar la majoria de reserves d'or de Sud-àfrica.

## Monedes i bitllets

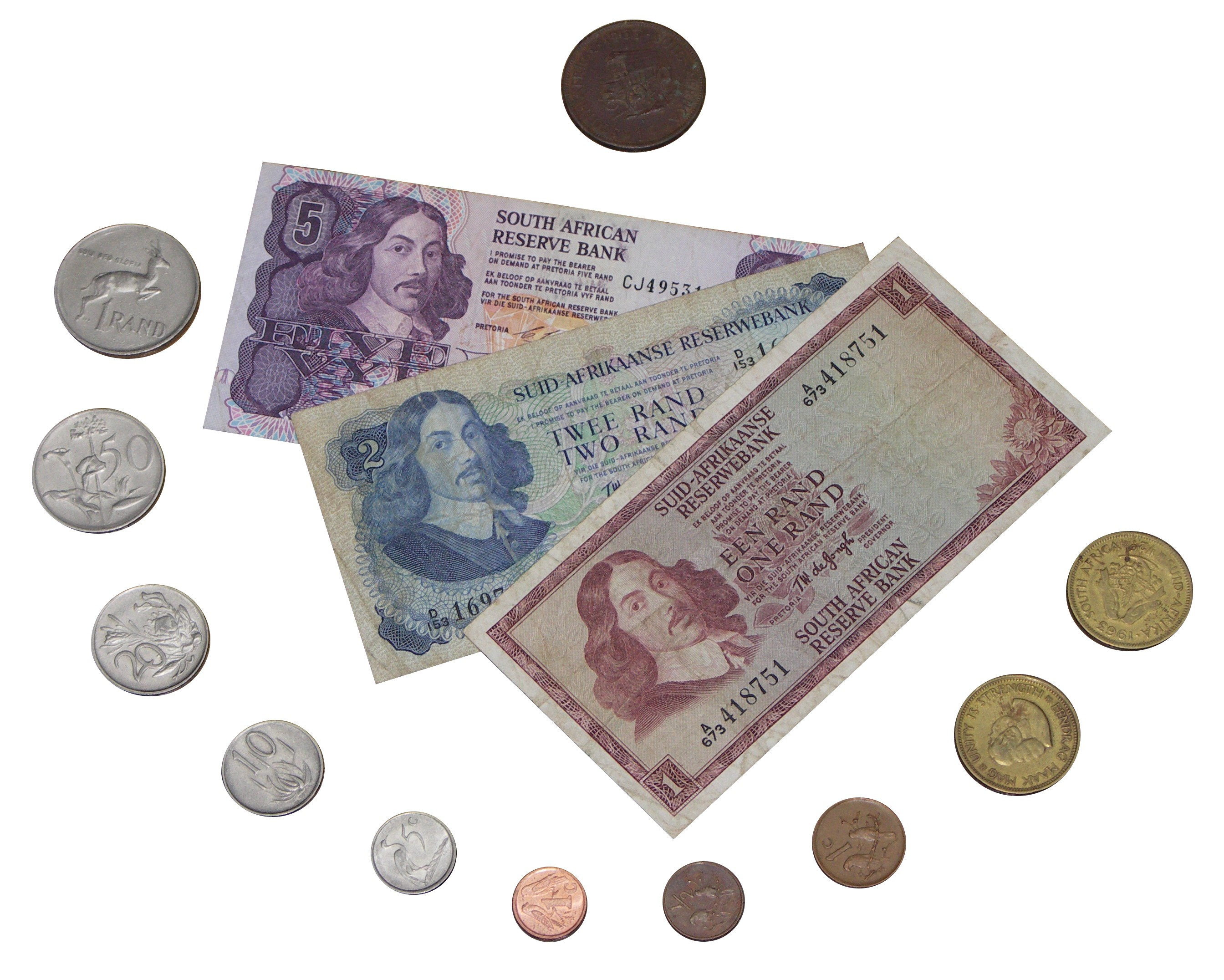
Antics bitllets i monedes de rand

Emès pel Banc de Reserva de Sud-àfrica (en anglès South African Reserve Bank, en afrikaans Suid-Afrikaanse Reserwebank, en zulu LiBhangi leSilulu leNingizimu Afrika, en xosa IBhanki Enguvimba yoMzantsi Afrika, etc.), en circulen monedes de 5, 10, 20 i 50 cèntims i d'1, 2 i 5 rands, i bitllets de 10, 20, 50, 100 i 200 rands. Els nous bitllets porten inscripcions en les onze llengües oficials sud-africanes: afrikaans, anglès, ndebele, sesotho, sotho del nord, swazi, tsonga, tswana, venda, xosa i zulu.

## Taxes de canvi
- 1 EUR = 16,89 ZAR (2016-01-04)
- 1 USD = 15,58 ZAR (2016-01-04)